# Augustenborgs naturreservat
Augustenborgs naturreservat är ett kommunalt naturreservat i Lomma kommun i Skåne län.
Området är naturskyddat sedan 2021 och är 3 hektar stort. Reservatet ligger strax norr om Borgeby och består av en gammal grustäkt och fruktplantering som blivit partier med träd och buskage och vattenfyllda hål och ängar.